# Bezártságszindróma
A bezártságszindróma vagy locked-in szindróma egy olyan állapot, amiben az alany öntudatánál van, de nem képes mozogni és kommunikálni. Ebben a szindrómában a test csaknem minden akaratlagosan mozgatható izma lebénul, csak a szem vagy csak az arcizmok mozgathatók még. Az agytörzs sérülése okozhatja. Az állapot úgy jellemezhető, mint ami az elevenen való eltemetéshez áll a legközelebb. Francia neve maladie de l’emmuré vivant, szó szerint élve elfalazva betegség; németül néha Eingeschlossensein-ként említik, ami a magyar névhez hasonló jelentéssel bír.
A locked-in elnevezés Plumtól és Posnertől ered (1966).

## Leírása
A bezártságszindrómát tetraplégia és némaság jellemzi, miközben az érintett tudatánál van, és gondolkodása ép marad. A sérült mondanivalóját csak kódolt üzenetekkel tudja közölni, amiket pislogással közvetít. Megmaradhat a testérzékelés és a közérzet érzése. A legtöbb bezártságszindrómás tudja mozgatni a szemét, és vannak, akik az arcizmaikat is mozgatni tudják. A hangadás és a lélegzés koordinációja megszűnik (anartria), ezért a beszéd képessége elvész még akkor is, ha a bénulás nem érinti a hangszalagokat.

## Okai
Az állandósult vegetatív állapottól eltérően az alsóbb agyi területek speciális részei károsodtak, és a felsőbb kérgi területek épen maradtak.
A bezártságszindróma lehetséges okai:
- traumás agysérülés
- a keringési rendszer betegségei
- gyógyszertúladagolás
- idegi károsodások, idegsejtek és mielinhüvelyek betegség által okozott pusztulása
- szélütés

## Kezelése
Nincs egységes kezelési mód. A fogyatékos személy számára segítséget jelenthet az izmok és idegek elektromos stimulációja (NMES). A többi módszer a tünetek kezelésére összpontosít. Az olyan számítógépes segítő technikák, mint például a Dasher, támogathatják a kommunikációt. Ezek a szemmozgást követik, és abból olvassák ki az üzenetet. Az új agy-gép interfészek további lehetőségeket nyújtanak.

## Prognózis
Nagyon kevés a remény bármilyen izomműködés visszatérésére. A kommunikáció különféle eszközök segítségével javítható. 
A locked-in szindrómások 90%-a legfeljebb négy hónappal éli túl a sérülést, de egyesek sokkal tovább is élnek ebben az állapotban.